# Castillejo de Martín Viejo
Castillejo es un municipio y localidad española de la provincia de Salamanca, en la comunidad autónoma de Castilla y León. Se integra dentro de la comarca de Ciudad Rodrigo y la subcomarca del Campo de Argañán. Pertenece al partido judicial de Ciudad Rodrigo.
Su término municipal está formado por los núcleos de población de Aldeanueva de Portanovis, Castillejo de Martín Viejo, Campanero, Casas de Villar del Rey, Caserío Saucedilla y Paradinas de Abajo, ocupa una superficie total de 155,67 km² y según los datos demográficos recogidos en el padrón municipal elaborado por el INE en 2017, cuenta con una población de 226 habitantes.

## Geografía

### Situación
Castillejo de Martín Viejo se encuentra situado en el oeste salmantino. 
Dista 103 km de Salamanca capital por la SA-324 y la N-620, actualmente conocida como Autovía de Castilla. 
Se integra dentro de la comarca de Campo de Argañán. Pertenece a la Mancomunidad Puente La Unión y al partido judicial de Ciudad Rodrigo.
Linda con el Parque natural de Arribes del Duero, un espacio natural protegido de gran atractivo turístico.
| Noroeste: San Felices de los Gallegos | Norte: Bañobárez       | Noreste: Retortillo     |
| Oeste: Villar de la Yegua             |                        | Este: Sancti-Spíritus   |
| Suroeste: Villar de Argañán           | Sur: Saelices el Chico | Sureste: Ciudad Rodrigo |

## Historia
Entre Castillejo, Serranillo y Martillán, esto es, entre los términos municipales de Castillejo de Martín Viejo, Villar de la Yegua y Villar de Argañán, existe un importante yacimiento arqueológico de la época prehistórica, el sitio de arte rupestre de Siega Verde, ubicado en el río Águeda, que está considerado unos de los yacimiento de arte rupestre al aire libre más importante de Europa, reconocido junto con el sitio de arte rupestre prehistórico del Valle del Coa en Portugal como Patrimonio de la Humanidad por la Unesco, con la inscripción del sitio arqueológico en la Lista de Patrimonio Cultural de la Humanidad.
Las figuras descubiertas en Siega Verde fueron realizadas con técnica mixta, predominando el piqueteado y, en menor medida, la incisión y el grabado fino, siendo las representaciones de équidos, uros, ciervos y cabras las más comunes, también otras menos frecuentes; especies hoy extinguidas en estas latitudes, que denotan el carácter Paleolítico de estos grabados. Se estima que fueron realizados del 20.000 al 11.000 a. C.
En la época romana, se situaba en el territorio septentrional de la antigua provincia romana de Lusitania, dentro de la subdivisión administrativa del Conventus Emeritensis, con capital en Augusta Emerita (actual Mérida). Se sabe de la explotación aurífera, oro, que se realizó en el río Águeda en esta época, pero no se conservan restos en el término municipal, si bien cabe destacar que sí hay restos de una Villa Romana en el municipio lindante de Saelices el Chico, donde se sitúa la Villa romana de Saelices el Chico, que alberga multitud de restos romanos y alguno de la época visigoda. 

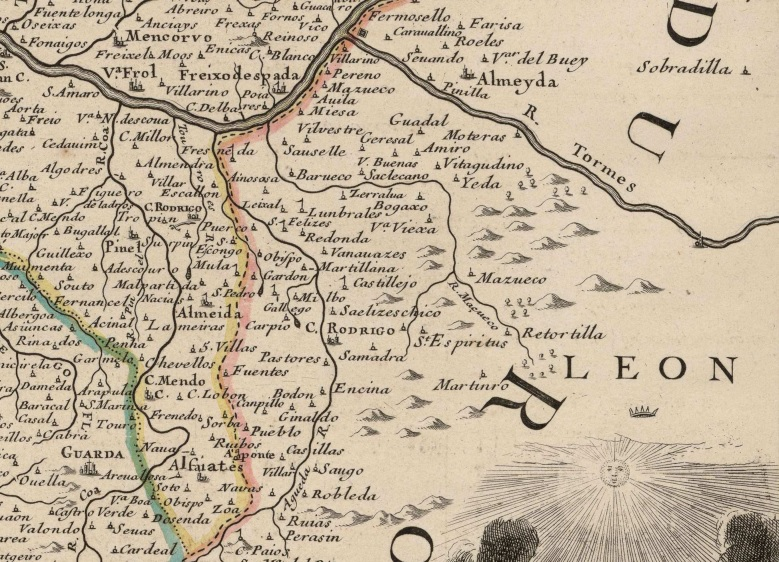
Detalle del oeste salmantino en un mapa del, en el que se puede observar Castillejo

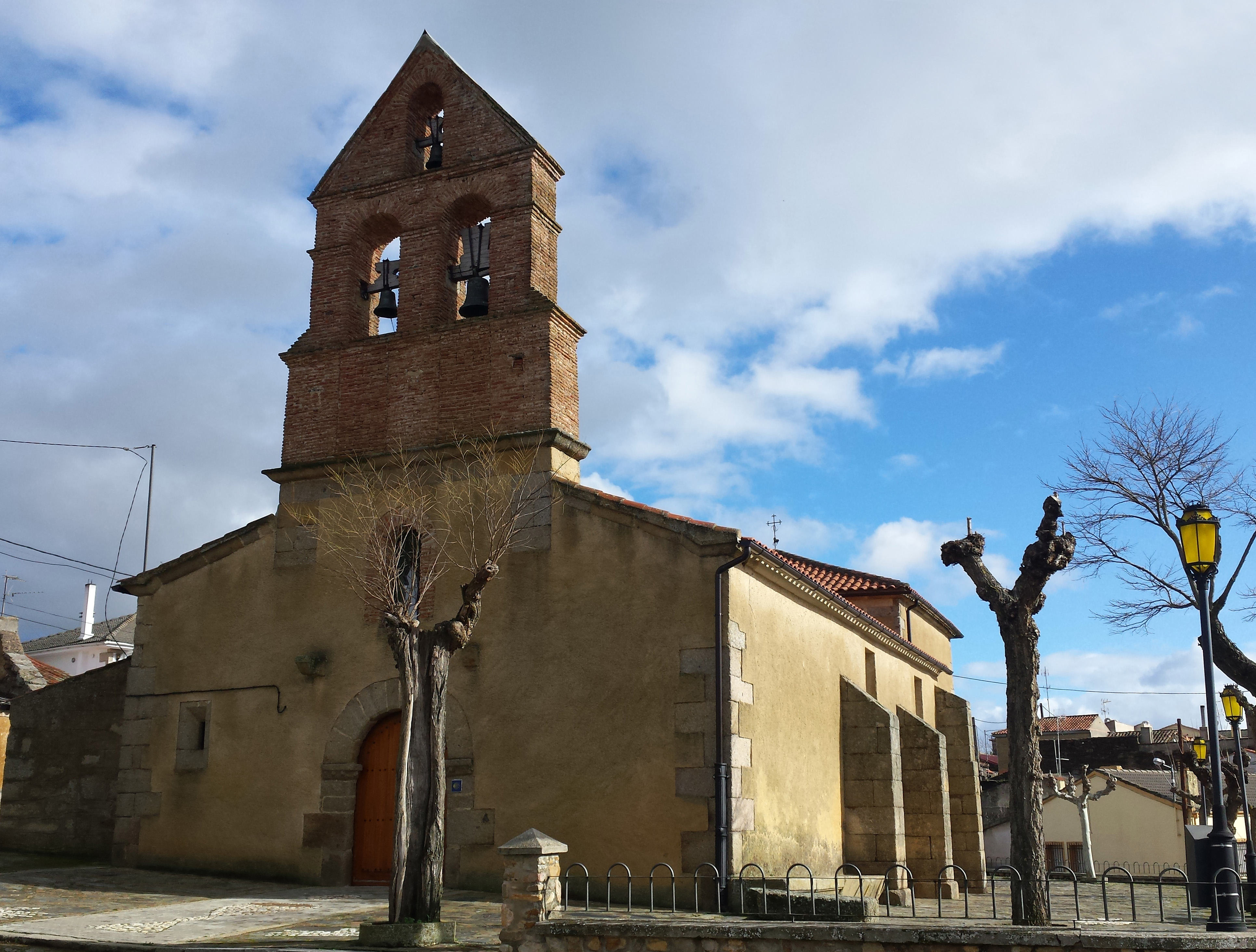
Iglesia de San Juan

El desalojo definitivo de los árabes de la comarca se produjo a finales del siglo XI, reinando en la zona Alfonso VI de León. La zona se repuebla en los siglos XII y XIII, con pobladores de diferente origen: gentes del noreste y norte peninsular: gallegos, asturianos, leoneses del norte, segovianos, riojanos e incluso vascones. De esta época precisamente data la dependencia eclesiástica de Castillejo a la Diócesis de Ciudad Rodrigo tras su creación por parte del rey Fernando II de León en el siglo XII y bajo la que quedó encuadrada dentro del Campo de Argañán.
Castillejo, hasta 1718 fue anejo de la parroquia de Villar del Rey, actualmente desaparecida, a excepción de algunas ruinas, después de ser arrasada o quemada por los portugueses. A partir de ese año debido a la devastación por la guerra de sucesión española, el párroco de la época cambió su residencia a Castillejo y a partir de entonces todas las pequeñas fincas de Villar del Rey y alrededores dependieron de Castillejo de Martín Viejo. Villar del Rey quedó definitivamente  deshabitado el 25 de abril de 1810
Con la creación de las actuales provincias en 1833, Castillejo de Martín Viejo quedó encuadrado en la provincia de Salamanca, dentro de la Región Leonesa.

## Demografía
Cuenta con una población de 205 habitantes (INE 2024).
| Gráfica de evolución demográfica de Castillejo de Martín Viejo entre 1842 y 2021                                      |
| |
| Población de derecho según los censos de población del INE. Población de hecho según los censos de población del INE. |

Según el Instituto Nacional de Estadística, Castillejo tenía, a 31 de diciembre de 2018, una población total de 216 habitantes, de los cuales 127 eran hombres y 89 mujeres. Respecto al año 2000, el censo refleja 337 habitantes, de los cuales 176 eran hombres y 161 mujeres. Por lo tanto, la pérdida de población en el municipio para el periodo 2000-2018 ha sido de 121 habitantes, un 36% de descenso.
El municipio se divide en dos núcleos de población. De los 216 habitantes que poseía el municipio en 2018, Castillejo de Martín Viejo contaba con 193, de los cuales 114 eran hombres y 79 mujeres, y Paradinas de Abajo con 23, de los cuales 13 eran hombres y 10 mujeres. Aldeanueva de Portanovis, Campanero, Casas de Villar del Rey y Caserío Saucedilla se consideran despoblados.

## Símbolos

### Escudo
El escudo heráldico que representa al municipio fue aprobado con el siguiente blasón:

«Campo partido por una línea vertical desde el jefe a la punta, quedando dos cuarteles de gemelas proporciones. En el diestro (izquierdo según la persona), de gules, castillo de plata presentado en sección, sin barbacana, con una puerta y cinco ventanas de sable. En el siniestro (derecho según la persona), las armas de los Viejo; de plata, banda de azur engolada en dragantes de sinople, acompañada de tres estrellas de azur, dos arriba y una abajo, bordura de gules con ocho aspas de oro. A timbre, corona cerrada de la Monarquía Borbónica reinante»

## Administración y política
| Partido político                         | 2019  | 2019  | 2019       | 2015  | 2015  | 2015       | 2011  | 2011  | 2011       | 2007  | 2007  | 2007       | 2003  | 2003  | 2003       |
| Partido político                         | %     | Votos | Concejales | %     | Votos | Concejales | %     | Votos | Concejales | %     | Votos | Concejales | %     | Votos | Concejales |
| Partido Popular (PP)                     | 50,56 | 91    | 3          | 59,12 | 107   | 4          | 63,26 | 136   | 5          | 67,09 | 147   | 5          | 59,59 | 146   | 4          |
| Partido Socialista Obrero Español (PSOE) | 43,89 | 79    | 2          | 21,55 | 39    | 1          | 16,74 | 36    | 1          | 6,41  | 15    | 0          | —     | —     | —          |
| Ciudadanos (Cs)                          | 2,22  | 4     | 0          | —     | —     | —          | —     | —     | —          | —     | —     | —          | —     | —     | —          |
| Coalición SI por Salamanca (SI)          | —     | —     | —          | —     | —     | —          | 20,00 | 43    | 1          | —     | —     | —          | —     | —     | —          |
| Unión del Pueblo Salmantino (UPSa)       | —     | —     | —          | —     | —     | —          | —     | —     | —          | 25,64 | 60    | 2          | 39,59 | 97    | 3          |

## Cultura

### Fiestas
- Las fiestas patronales de San Juan Ante Portam Latinam son el 6 de mayo.
- Las fiestas de Nuestra Señora de la Asunción se celebran el 15 de agosto.